# Gladomes
Gladomes – wieś w Słowenii, w gminie Slovenska Bistrica. W 2018 roku liczyła 415 mieszkańców.